# جون أوستين (قسيس)
جون أوستين (بالإنجليزية: John Austin)‏ هو قسيس بريطاني، ولد في 14 مارس 1939 في ساربيتون ‏ في المملكة المتحدة، وتوفي في 17 أغسطس 2007.